# Джон Горрі
Джон Горрі (англ. John B. Gorrie; 3 жовтня 1803 — 29 червня 1855) — американський лікар і вчений, винахідник системи механічного охолодження.
Народився в родині шотландських переселенців на острові Невіс у Вест-Індії. Дитинство провів у Південній Кароліні, США. Здобув медичну освіту в Коледжі лікарів та хірургів Західного округу Нью-Йорка у Ферфілді.
В 1833 році переїхав до міста Апалачіколу у Флориді, де працював постійним лікарем у двох лікарнях, і брав активну участь у громадському житті — був членом міської ради, поштмейстером, президентом банківського відділення, секретарем масонської ложі, був одним із засновників місцевої єпископальної церкви.
Медичні дослідження Горрі включали вивчення тропічних хвороб. Для боротьби з малярією Горрі закликав осушувати місцеві болота та охолоджувати лікарняні кімнати. Для охолодження кімнат він підвішував до стелі таз із льодом; холодне повітря, будучи більш важким, стікало до пацієнта, а потім йшло через отвір біля підлоги.
У 1845 році він залишив медичну практику і зосередився на проекті створення агрегату, здатного охолоджувати повітря. В результаті Горрі сконструював перший у світі компресор, що стискало повітря, яке потім, проходячи через змійовик, розширювалося і охолоджувалося. В 1850 році він продемонстрував сконструйований ним апарат х виробництва штучного льоду.
Невдоволені можливою втратою своїх прибутків заготівельники природного льоду розгорнули проти Горрі справжню кампанію з дискредитації. Спантеличений і розчарований винахідник захворів і невдовзі помер.